# 릴리퍼트

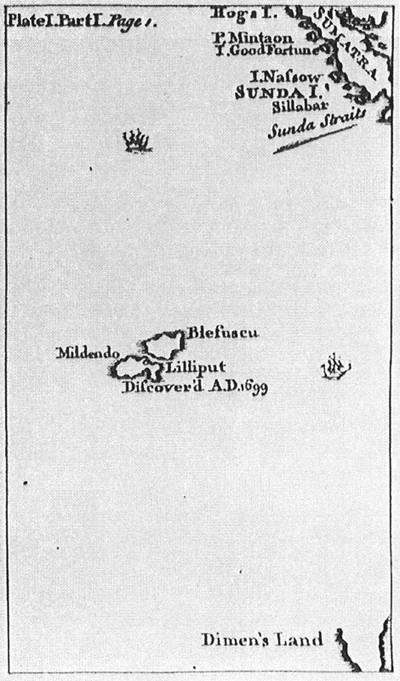
릴리퍼트의 위치 (아래에 있는 섬이 릴리퍼트, 위에 있는 섬은 블레퍼스큐)

릴리퍼트(Lilliput)는 걸리버 여행기에서 평균 키 15센티미터인 사람이 세운 나라로, 줄타기를 잘하는 사람은 영국 휘그당과 토리당을 상징하는 트라멕산 당이나 슬라멕산 당 중 하나로 들어가 정치 공부를 한 뒤 관리가 될 수 있다.

## 릴리퍼트의 국왕
릴리퍼트의 국왕'골바스토 모마렌 에블람 거딜로 쉬핀 물리 울리 궤'는 아주 멋진 왕관을 쓰고 칼까지 차고 다녔다.

## 걸리버에 대한 조사와 지켜야 할 점
걸리버 여행기에서 학자였던 클레프 플렐록과 마아시 플렐록은 다음 내용처럼 걸리버의 주머니에 있는 물품을 조사하였다.
산처럼 큰 사람에 대한 보고서
산처럼 큰 사람의 옷에는 동굴처럼 아주 큰 주머니가 있습니다. 오른쪽 주머니에서는 궁궐의 복도를 덮을 수도 있을만 한 헝겊이 있었습니다. 그 사람은 얼굴이나 손을 닦을 때 사용한다고 했습니다. 왼쪽 주머니에는 아주 큰 상자가 있었는데, 그 안에 들어가 보니 엄청나게 이상한 냄새가 났습니다. 그 사람은 그것을 담배라고 하더군요. 담배는 그가 피우는 것이라고 했습니다. 또 다시 오른쪽 주머니에는 두꺼운 책이 있었는데, 어마어마하게 큰 글자가 적혀 있었습니다. 조끼의 왼쪽 주머니에는 나무에 쇠가 붙어 있는 물건이 있었는데, 그는 권총이라고 하고 아주 무서운 무기라고 대답했습니다. 권총에 대해서는 좀 더 조사할 필요가 있겠습니다. 조끼의 오른쪽 주머니에는 우리보다 몇 배는 더 큰 기둥 2개가 있었는데, 그는 수염을 깎는 기계라고 했습니다.바지 주머니에는 신기한 물건이 있었습니다. 굵은 쇠사슬에 둥글넓적했는데, 한쪽은 단단하고 한쪽은 투명한 막이 있었습니다. 그 막에는 길이가 다른 두 개의 기둥이 있었고, 1부터 12까지의 숫자가 붙어 있었습니다. 그런데, 다시 보니 길이가 긴 기둥이 움직이고 있었고 소리도 났습니다. 그는 그것을 시계라고 했습니다. 하지만 그는 위험하지 않다고 했습니다. 또 금속 구슬도 있었는데 그는 권총에 넣는 화약이라고 했습니다. 다른 것은 더 이상 조사가 필요없지만 권총과 화약은 연구 조사가 더 있어야겠습니다. 이상으로 산처럼 큰 사람에 대한 소지품 검사 보고를 마칩니다. 국왕의 훌륭한 통치 제89개월 4일에 서명하여 봉인합니다.

그리고 국왕은 걸리버가 지켜야 할 점 7가지를 발표하였다.
1. 왕의 허락 없이는 릴리퍼트를 벗어나지 않을 것.
2. 논과 밭에 심어진 곡식을 밟지 말 것.
3. 길을 걸을 때 사람들을 밟지 않도록 주의할 것.
4. 사람들이 무거운 짐을 나를 때 도와줄 것.
5. 릴리퍼트가 전쟁을 할 경우 도울 것.
6. 2개월 이내에 해변을 한 바퀴 돌아본 다음 발자국 수를 계산하여 릴리퍼트의 면적에 대해 정확한 측량 보고를 할 것.
7. 급하게 소식을 알리기 위해 사람을 보낼 때 산처럼 큰 사람의 주머니에 그 사람을 넣어서 옮겨 줄것.

## 블레퍼스큐
프랑스를 상징하는 블레퍼스큐는 릴리퍼트와 70미터 떨어져 있던 섬의 이름과 해안의 이름, 섬에 있는 나라의 이름이다. 릴리퍼트와 블레퍼스큐는 달걀을 까는 방법이 똑같이 둥근 쪽으로 깨는 것이었지만 왕자가 달걀을 깨다 다쳐 뾰족한 쪽으로 깨라고 했고 그렇지 않으면 처벌을 내린다 했다. 그러자 많은 릴리퍼트 백성들이 블레퍼스큐로 도망가 국왕은 화가 나 전쟁을 일으키고 싶었지만 블레퍼스큐가 워낙 강해 걸리버를 이용해 블레퍼스큐의 배 50척을 빼앗아 릴리퍼트는 큰 승리를 얻었다. 블레퍼스큐인도 릴리퍼트인처럼 작은 몸집을 갖고 있었다.